# Nephrolepis delicatula
Nephrolepis delicatula là một loài dương xỉ trong họ Nephrolepidaceae. Loài này được Decne. Pic. Serm. mô tả khoa học đầu tiên năm 1968.